# どんチッチ
『どんチッチ』は、1968年（昭和43年）10月22日から1969年（昭和44年）2月25日までTBSテレビで毎週火曜日夜10時から夜10時30分まで放送されていた、当時TBS系列にネットされていた朝日放送（現：朝日放送テレビ）製作のバラエティ番組。

## 概要
主演は関敬六と財津一郎。スラップスティック・コメディであり、セットや仕掛けに金をかけている点で注目された。コメディアンの関にとっては初めての主演番組であり、第1回は関の浅草時代の仲間、渥美清と谷幹一が友情出演している。関は吹き飛ばされてドアをぶち破ったり、池に投げ込まれたり、人力車から振り落とされたり、危険なシーンもあったが体当たりで演じたが、結果として不発に終わった。